# Nutenziehmaschine

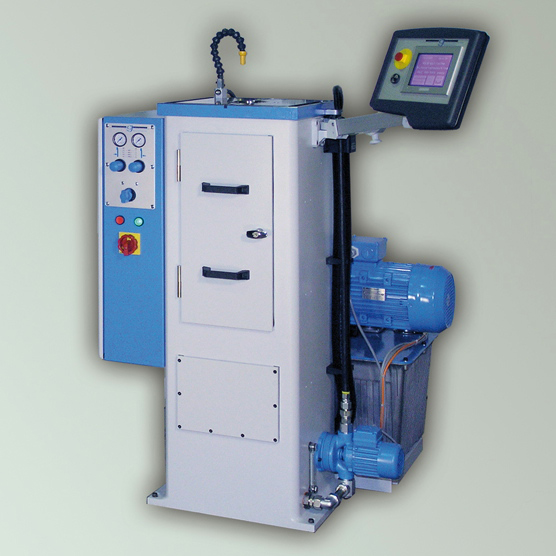
Beispiel einer Nutenziehmaschine

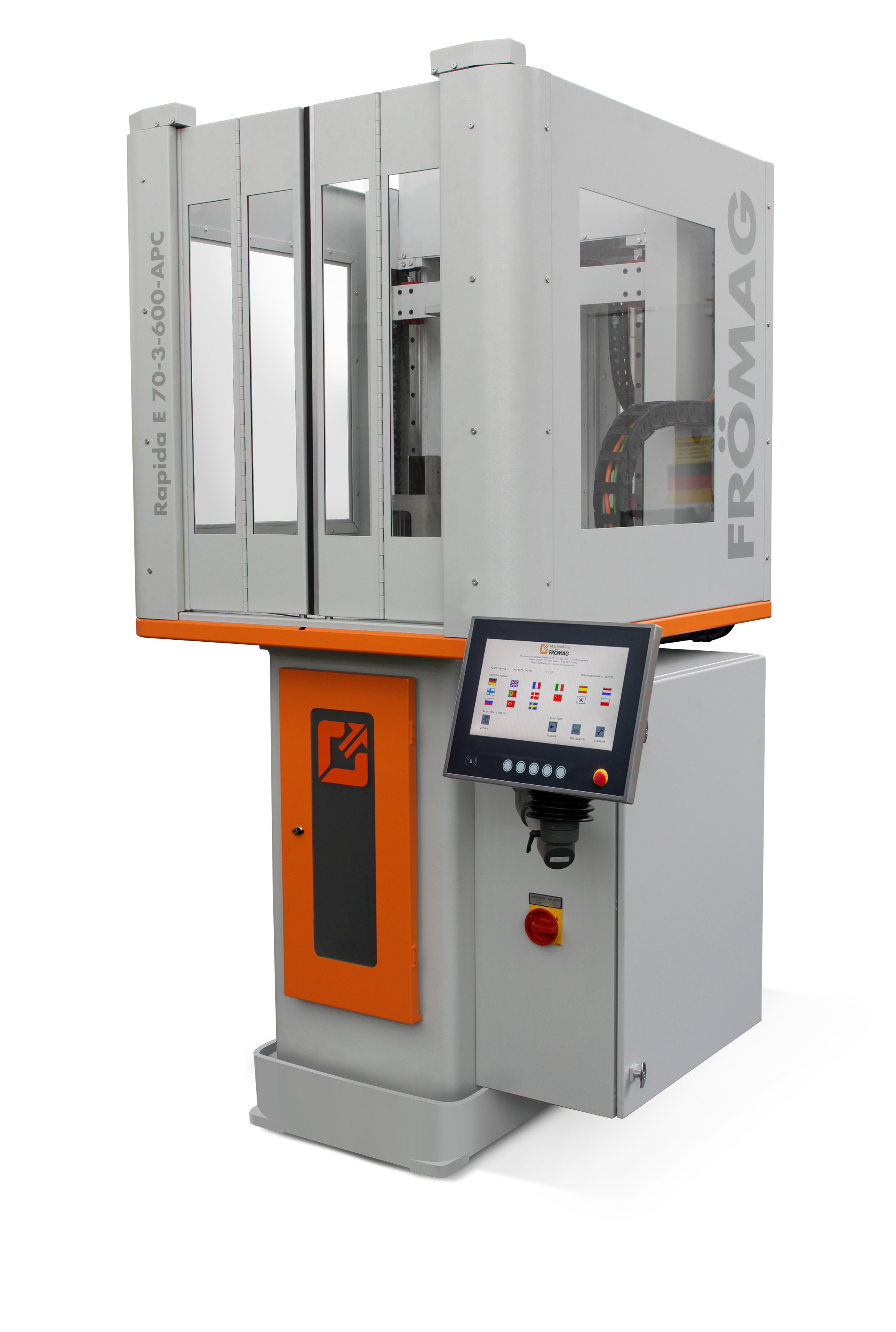
Nutenziehmaschine mit Teilapparat

Eine Nutenziehmaschine, oft auch Nutziehmaschine oder Keilnutenziehmaschine genannt,  ist eine Werkzeugmaschine zur spanabhebenden Metallbearbeitung mit vertikal-linearer Bewegung des Ziehmessers. Die englische Bezeichnung ist Keyseating machine. Der Antrieb erfolgt über eine Hydraulik oder elektromechanisch über Kugelrollspindeln.

## Hersteller
Bekannte Hersteller von Nutenziehmaschinen sind die Leistritz Group, die Christian Gierth GmbH, die Mario Beyer GmbH und die Maschinenfabrik Frömag. Weitere bekannte  Hersteller waren Balzat, Stuhlmann, WGW oder TGW.

## Aufbau

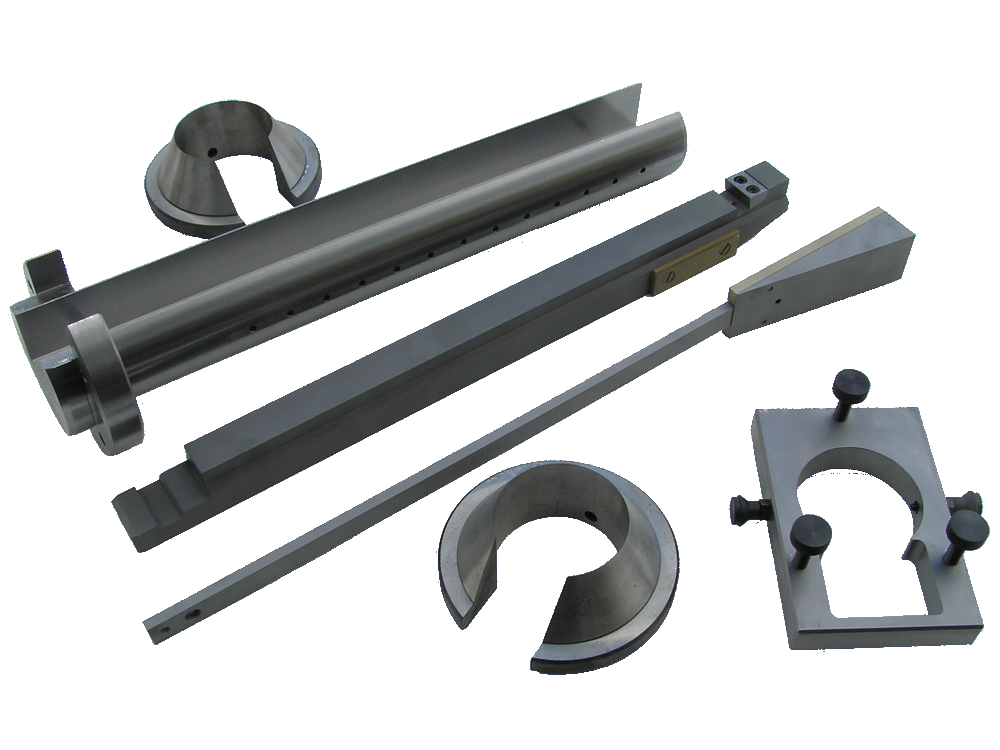
Beispiel für einen Werkzeugsatz

Die Maschine gliedert sich normalerweise in die Hauptteile:
- Maschinenkörper
- Hydraulik oder Kugelrollspindeln
- Steuerung
- Maschinentisch
- Werkzeugsatz bestehend aus:
  - Werkzeugführung
  - Vorschubstange
  - Messerhalter
  - Zentrierung
  - Spannstück
  - Spanleitblech
  - Ziehmesser
- Sonderzubehör
  - Teilapparat zur Herstellung von Verzahnungen

## Anwendung

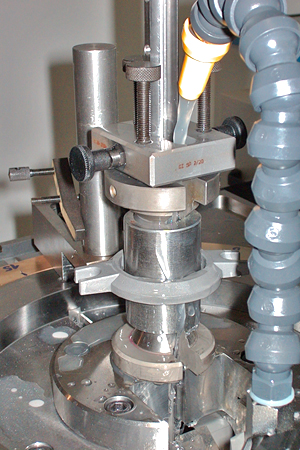
Beispiel eines Werkzeugaufbaus

In mehreren vertikalen Doppelhüben wird die Nute mit dem einschneidigen Ziehmesser Span für Span in das Werkstück gezogen. Das Werkstück, die Zentrierungen und die Werkzeugführung befinden sich dabei statisch auf dem Maschinentisch. Der Messerhalter und die Vorschubstange machen zusammen die vertikale Schnittbewegung. Die Zustellung der Spanstärke erfolgt durch den Keil der Vorschubstange, die vor jedem neuen Abwärtshub relativ zu dem Ziehmesser nach unten gezogen wird. Die Breitentoleranz der Nute wird durch das entsprechend geschliffene Ziehmesser erreicht. Das Werkstück und auch das Ziehmesser werden exakt mittig zur Werkzeugführung aufgenommen. Durch die formschlüssige Verbindung von Werkstück und Werkzeug sind die genaue Lage der Nute in der Bohrung und auch die Achsparallelität gewährleistet. Das geführte Werkzeug sorgt für eine hohe Oberflächengüte.
Zur Herstellung von Mehrfachnuten, Keilnabenprofilen und Verzahnungen werden einfache manuelle oder auch automatische, in die Maschinensteuerung integrierte Teilapparate verwendet.

## Schnittgeschwindigkeit
Die elektromechanische Maschine erreicht Schnitt- und Rückhubgeschwindigkeiten von 48 m/min. Es werden aber im Vergleich zum hydraulischen Antrieb wesentlich längere Strecken zum Beschleunigen und Abbremsen gebraucht. Dadurch kommt die maximale Geschwindigkeit erst bei größeren Hüben (ca. ab 300 mm) zur Geltung.
Hydraulische Nutenziehmaschinen erreichen im Standard 20 m/min Schnittgeschwindigkeit und 30 m/min Rückhubgeschwindigkeit bei sehr kurzen Beschleunigungs- und Verzögerungswegen.
In der Praxis zeigt es sich, dass hohe Rückhubgeschwindigkeiten (besonders bei zähen Werkstoffen) zu Aufbauschneiden und damit verkürzter Standzeit der Ziehmesser führen. Deswegen kann die maximale Rückhubgeschwindigkeit oftmals nicht sinnvoll genutzt werden. Durch Verwendung von beschichteten Ziehmessern oder einer vollsynthetischen Emulsion als Kühlschmierstoff kann dem entgegengewirkt werden.